# بانجيا الأخرى

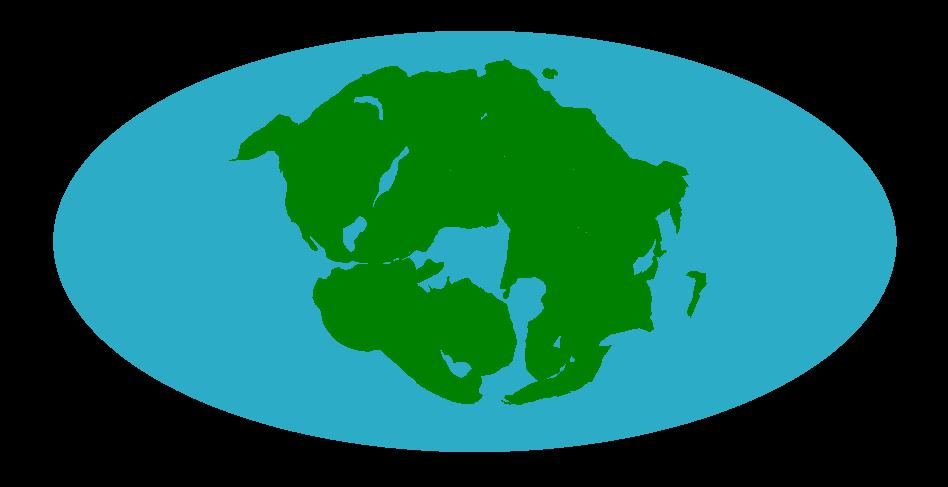

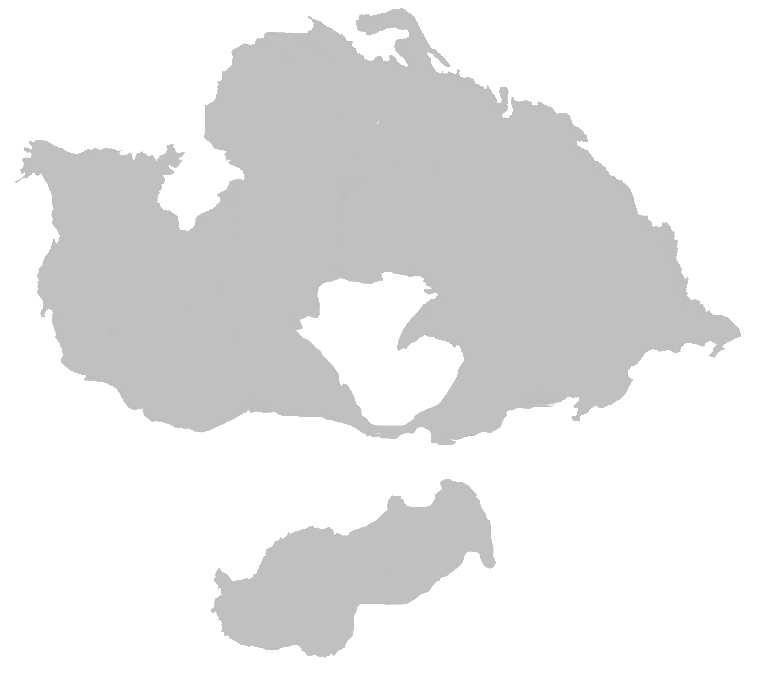
رسم تقريبي للتقارب لبانجيا الأخرى

بانجيا الأخرى وتسمى أيضا بانجيا الثانية، بانجيا ألتيما، بانجيا بروكسيما أو بانجيا الجديدة (بالإنجليزية: Pangaea Ultima،Pangaea Proxima،Neopangaea،Pangaea II)‏ وهي تكوين لقارة عظمى محتملة في المستقبل بديلة عن قارة أماسيا العملاقة. ومتوافقة مع دورة القارة العظمى، يمكن لبانجيا الأخرى أن تتكون خلال 250 مليون سنة القادمة. وقد أفترض هذا التكوين المحتمل كريستوفر سكوتس [الإنجليزية] واقتبس اسمها من شبيهتها العملاقة بانجيا السابقة. ويستند هذا المفهوم على النظر في الدورات السابقة للتكوين والتفكك للقارات العظمى، وليس على الفهم الحالي لآليات التغييرات التكتونية، غير الدقيقة جدا لمشروع في المستقبل البعيد.
قال سكوتس:
"It's all pretty much fantasy to start with"
«كلها جميلة لحد الخيال لتبدأ»
وأضاف:
"But it's a fun exercise to think about what might happen. And you can only do it if you have a really clear idea of why things happen in the first place"
«لكن هذا متعة ممارسة التفكير حول ما قد يحدث. ويمكنك القيام بذلك إذا كان لديك فعلا فكرة واضحة لماذا تجري الأمور في المقام الأول».